# 神戸市立高津橋小学校
神戸市立高津橋小学校（こうべしりつ こうづばししょうがっこう）は、兵庫県神戸市西区玉津町高津橋池ノ内にある公立小学校。

## 沿革
- 1980年（昭和55年）4月1日 - 開校。

## 学校行事
鼓笛隊という学校行事がある。

## 校区
- 神戸市西区
  - 玉津町（今津・高津橋・水谷・西河原・新方・上池・水谷）・白水

## 校区内の主な施設
- 神戸市立玉津中学校（進学先中学校）
- 神戸西警察署 上池交番

## 交通
- 神姫バス 13・15・18系統「高津橋」より300 m

## 校区が隣接している学校
- 神戸市立枝吉小学校
- 神戸市立出合小学校
- 神戸市立玉津第一小学校
- 神戸市立櫨谷小学校
- 神戸市立伊川谷小学校
- 神戸市立有瀬小学校
- 明石市立明石小学校
- 明石市立王子小学校